# Amir Drori

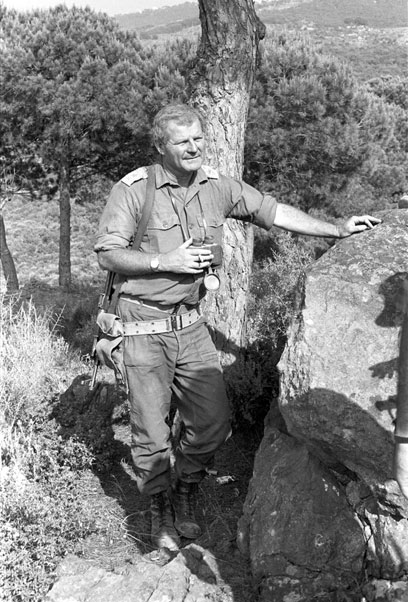
Amir Drori, 1982

Amir Drori (hebräisch אמיר דרורי; geboren am 5. August 1937 in Tel Aviv; gestorben am 12. März 2005 in der Negev-Wüste) war ein israelischer Generalmajor der Israelischen Verteidigungsstreitkräfte, der unter anderem zwischen 1985 und 1986 Kommandeur des Heeres sowie von 1986 bis 1987 stellvertretender Chef des Generalstabes war. Nach seinem Ausscheiden aus dem Militärdienst war er zwischen 1988 und 2000 Direktor der Antikenverwaltung (Israel Antiquities Authority).

## Leben

### Militärische Laufbahn und Aufstieg zum Generalmajor

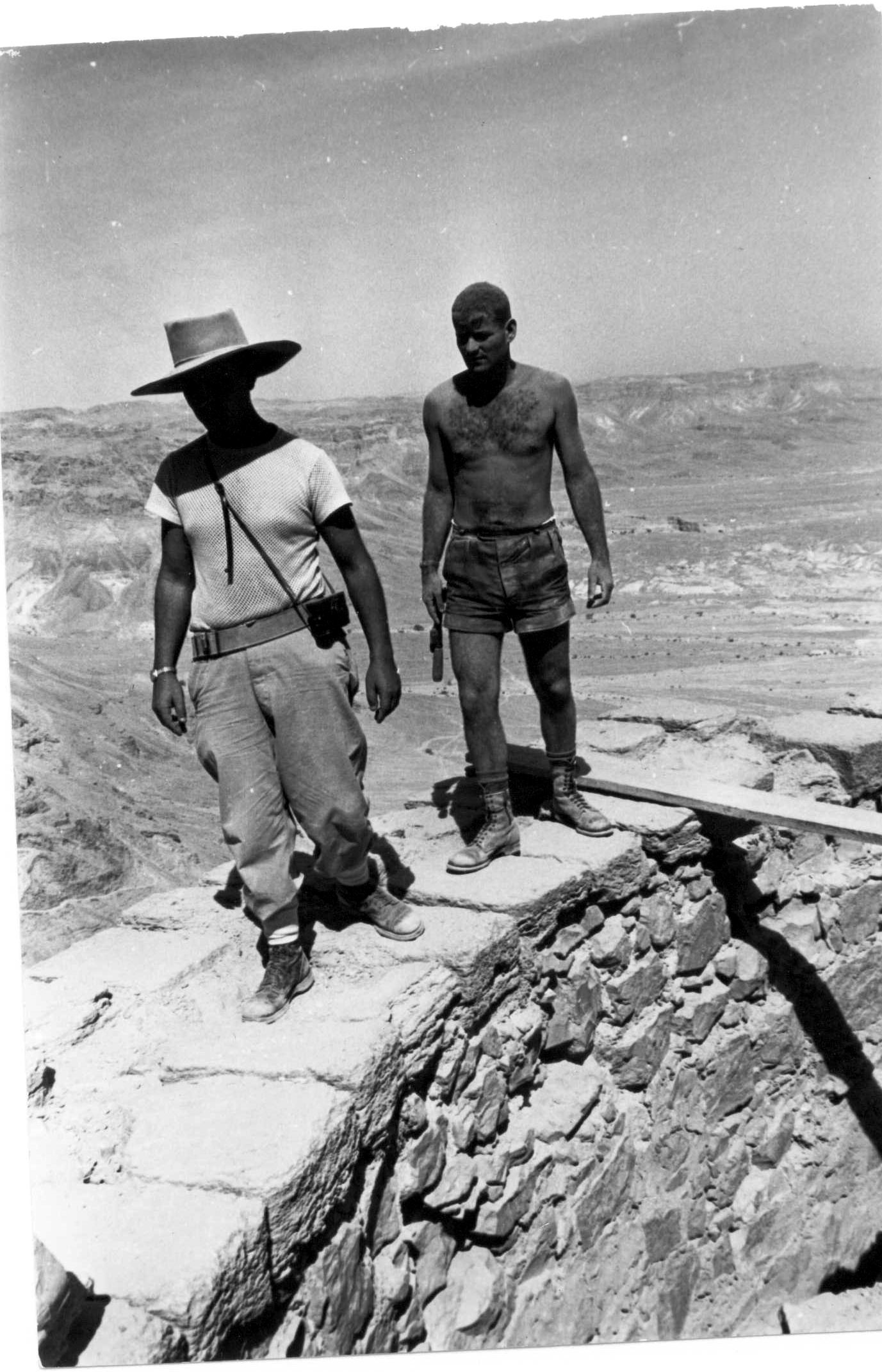
Amir Drori (rechts) mit Jigael Jadin bei den Ausgrabungen der Festung Masada (1963)

Drori trat nach dem Besuch der Junior Command Preparatory School in Haifa 1955 in die Verteidigungsstreitkräfte ein und wurde als Offizier zur Golani-Brigade versetzt. Während der Sueskrise war er Führer eines Einsatzkommandos und nahm an Einsätzen in Rafah und der Sinai-Halbinsel teil. Für seine Teilnahme am Angriff auf das syrische Dorf Tawafiq wurde ihm 1960 die Tapferkeitsmedaille (Itur HaOz) verliehen. Er absolvierte zwischen 1961 und 1964 ein Studium der Archäologie an der Hebräischen Universität Jerusalem und nahm in dieser Zeit unter der Leitung des früheren Generalstabschefs Jigael Jadin 1963 an den Ausgrabungen der Festung Masada teil. Während des Sechstagekrieges vom 5. bis 10. Juni 1967 war er stellvertretender Kommandeur des zur Golani-Brigade gehörenden 51. Mechanisierten Infanteriebataillons (Ha’bakim Ha’rishanim) und nahm in dieser Funktion an den Gefechten bei den Golanhöhen teil. Im darauf folgenden Abnutzungskrieg gegen Ägypten war er zwischen 1968 und 1970 Kommandeur des ebenfalls zur Golani-Brigade gehörenden 13. Mechanisierten Infanteriebataillons (Gideon) und nahm an Kampfeinsätzen bei den Golanhöhen, im Bet-Sche’an-Tal, im Jordangraben und entlang des Sueskanals teil.
Im Anschluss war Drori zwischen 1970 und 1972 Leitender Operationsoffizier des Südkommandos (Pikud Darom), dessen damaliger Kommandeur Generalmajor Ariel Scharon war. Danach übernahm er als Oberst (Aluf Mischne) 1972 von Oberst Yehuda Golan den Posten als Kommandeur der Golani-Brigade und behielt diesen bis zu seiner Ablösung durch Oberst Uri Simhoni im Mai 1974. Während des Jom-Kippur-Kriegs vom 6. bis zum 25. Oktober 1973, der von Ägypten, Syrien und weiteren arabischen Staaten gegen Israel geführt wurde, nahm die Brigade an Kampfeinsätzen bei den Golanhöhen, beim Bergmassiv Hermon sowie am israelischen Vorstoß nach Syrien teil. Während der dritten Schlacht am Berg Hermon am 21. und 22. Oktober 1973 wurde er bei der Rückeroberung von israelischen Kommandoposten von Syrien verwundet. Nach weiteren Verwendungen wurde er als Brigadegeneral (Tat-Aluf) 1976 Nachfolger von Brigadegeneral Avigdor Ben-Gal als Kommandeur der 36. Panzerdivision (Ga’ash) und verblieb in dieser Verwendung bis zu seiner Ablösung durch Brigadegeneral Ori Orr. Er selbst wurde daraufhin 1977 zum Generalmajor (Aluf) befördert und Direktor der Abteilung für Operationen im Operationsdirektorat sowie anschließend 1979 Direktor der Abteilung für Ausbildung im Generalstab.
Im September 1981 wurde Drori erneut Nachfolger von Generalmajor Avigdor Ben-Gal, dieses Mal als Kommandeur des Nordkommandos (Pikud Tzafon), zu der unter anderem die 36. Panzerdivision (Ga’ash) und die 91. Division (Utzbat HaGalil) gehören. Diese Funktion bekleidete er bis zu seiner Ablösung durch Generalmajor Ori Orr im Dezember 1983 und spielte während dieser Zeit eine herausragende Rolle während des Libanonkrieges 1982, als die ihm unterstellten Truppenverbände bei Beirut sowohl gegen das syrische Heer als auch gegen die Palästinensische Befreiungsorganisation (PLO) kämpften. Dabei kam es zwischen dem 16. und 18. September 1982 zum Massaker von Sabra und Schatila, das später von der israelischen Kahan-Kommission untersucht wurde. Dabei seien keine belastenden Vorwürfe gegen ihn erhoben worden. Der Historiker Michel Abitbol schreibt aber, Drori habe den Vernehmen nach zwar Unbehagen über den Einsatz der Phalangisten in den Lagern geäußert und Michel Aoun gebeten, die libanesische Armee einzusetzen, dann aber Planierraupen und Leuchtraketen für das Massaker bereitgestellt und so dem Töten Vorschub geleistet, die Kahan-Kommission habe Drori durchaus geahndet.
Nach einem Studienaufenthalt in den USA wurde er 1985 zunächst Nachfolger von Generalmajor Dan Schomron als Kommandeur des Heeres (Mifkedet Zro’a HaYabasha). Als solcher wurde er 1986 durch Generalmajor Uri Sagi abgelöst. Am 1. Oktober 1986 löste er abermals Generalmajor Dan Shomron ab, nunmehr als stellvertretender Chef des Generalstabes sowie als Chef des Operationsdirektorats der Verteidigungsstreitkräfte. Nachdem 1987 nicht er, sondern Generalmajor Dan Shomron als Nachfolger von Generalleutnant Mosche Lewi zum Chef des Generalstabes der Verteidigungsstreitkräfte ernannt worden war, trat er am 6. April 1987 zurück und schied 1988 aus dem aktiven Militärdienst aus. Zuvor hatte bereits am 6. Mai 1987 Generalmajor Ehud Barak den Posten als stellvertretender Chef des Generalstabes sowie als Chef des Operationsdirektorats der Verteidigungsstreitkräfte übernommen.

### Direktor der Antikenverwaltung 1988 bis 2000
Nach seinem Ausscheiden aus dem aktiven Militärdienst wurde Drori 1988 Nachfolger von Avraham Eitan als Direktor der Antiken-Abteilung des Bildungsministeriums. In der Folgezeit wurde diese Abteilung erweitert und umstrukturiert, so dass er 1990 erster Generaldirektor der neugeschaffenen Antikenverwaltung (Israel Antiquities Authority) wurde und diesen Posten bis zu seiner Ablösung durch Shuka Dorfmann 2000 innehatte. 1994 endete die sogenannte „Qumrankrise“ um die Schriftrollen vom Toten Meer. Vor allem Hershel Shanks, Herausgeber der auflagenstarken US-amerikanischen Zeitschrift Biblical Archaeology Review, drängte seit 1988 auf zügige Herausgabe der unveröffentlichten Qumrantexte auch unabhängig vom Herausgeberteam der Discoveries-Reihe. Dies führte zu einer Reihe von unwissenschaftlichen Ausgaben, die oft auf willkürlich und lückenhaft zusammengestellten Fotokopien noch uneditierter Originale beruhten. Während seiner Amtszeit kam es immer wieder zu Kontroversen mit dem ultraorthodoxen Judentum (jahadut charedit), die insbesondere archäologische Ausgrabungen in möglichen Begräbnisstätten als Affront gegen das Judentum ansahen. Dabei forderten die das ultraorthodoxe Judentum vertretenden Parteien seinen Rücktritt und drohten mit dem Verlassen der Regierungskoalition bis zur Übergabe der Kontrolle der Gräberausgrabungen an die Vertreter der Haredi. In diesem Zusammenhang kam es auch zum Pulsa diNura, ein magisches Ritual jüdischer Radikalisten, in dem Gott gebeten wird, einen vermeintlichen Sünder zu verfluchen. Den Bau der Marwani-Moschee auf dem Tempelberg durch die Waqf-Behörde Jerusalem nannte er 1996 ein „archäologisches Verbrechen“.
Drori starb an den Folgen eines Herzinfarkts, den er bei einer Wanderung in der Negev-Wüste erlitten hatte. Ihm zu Ehren benannte die Antikenverwaltung die Ausgrabungen des antiken römischen Theaters in Tiberias nach ihm.